# Chiesa di San Francesco (Tarquinia)
La chiesa di San Francesco, situata nella città di Tarquinia, nel Lazio, è uno degli edifici medievali più insigni ad architettura romanica e gotica.

## Storia
La chiesa risalente al 13º secolo, posta nella parte alta della città è sempre stata officiata dai Frati minori. 
La presenza dei Francescani nella città di Tarquinia si può datare nell'anno 1230 ed inizialmente officiavano nel vicino oratorio della Santissima Trinità, le cui tracce sono ancora visibili nell'attiguo convento. 
Non è noto con certezza storica quando e da chi furono eretti la chiesa ed il convento di San Francesco, che nei secoli subì molte trasformazioni che modificarono le linee strutturali iniziali. I lavori di restauro eseguiti nel 1959 ripristinarono l'aspetto iniziale della chiesa, abbassandone il livello del pavimento sino a ritrovare quello originale, dopo aver appurato che inizialmente tra il transetto e le navate esisteva un dislivello di 80 cm.

## Descrizione
La chiesa presenta tre navate con volte a crociera che poggiano su solidi pilastri in macco, la tipica pietra locale. Le navate terminano con degli absidi e sono attraversate da un transetto slanciato, il cui tetto visibile è diviso da travi in legno e sostenuto da due archi a sesto acuto, mentre gli archi delle navate sono a tutto sesto e riconducibili all'arte romanica. 
Nell'abside trovano posti tre altari mentre sul lato destro, realizzate in un momento successivo, ci sono cinque cappelle che risalgono al XV° secolo: la cappella del Beato Giovanni da Triora, la cappella dell'Immacolata, la cappella di S. Antonio da Padova, la cappella del Presepe e la cappella dei Caduti. 
La facciata è di forma rettangolare dove al centro è collocato un rosone stile gotico, mentre il portale si richiama allo stesso stile. 

### Campanile

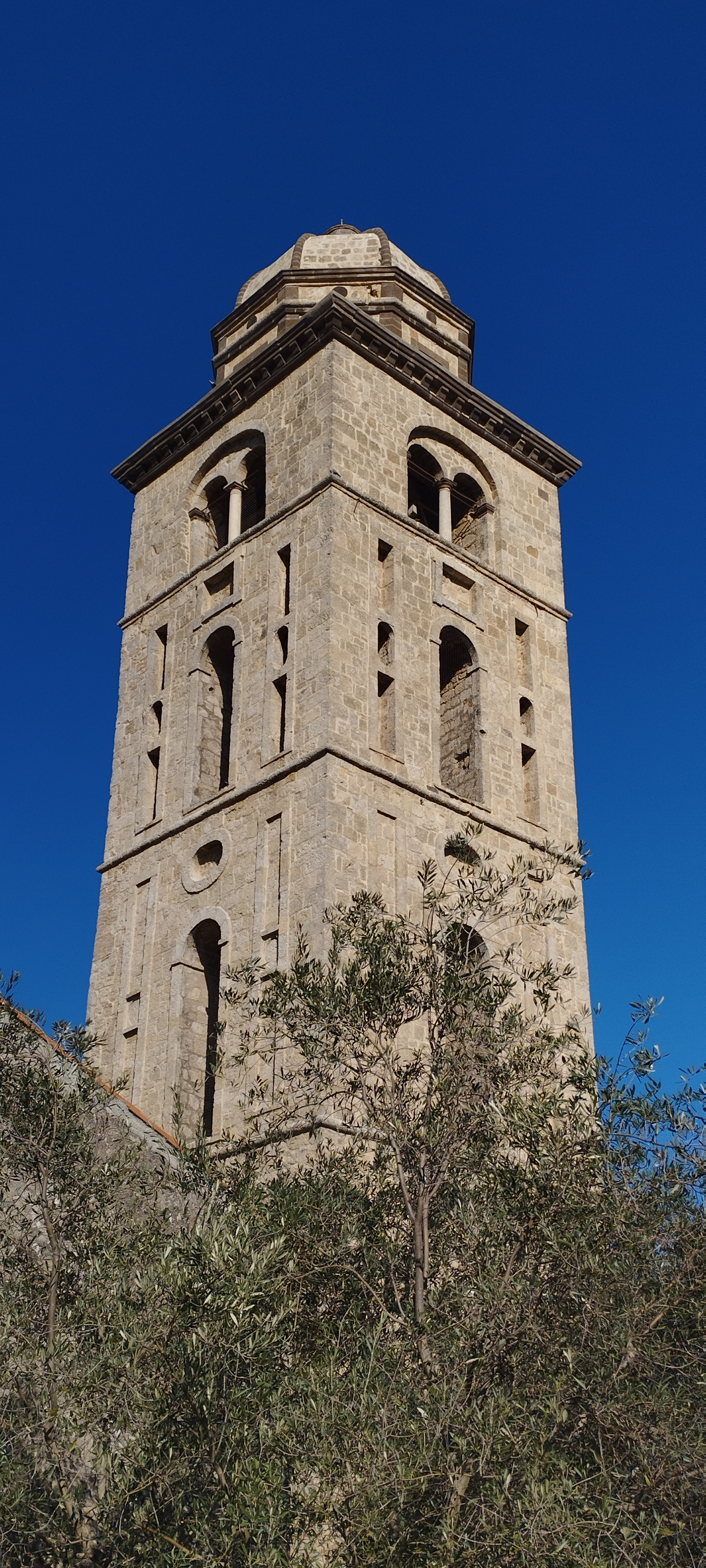
Campanile

La costruzione del campanile è avvenuta nel 1612 ad opera dei Frati minori e si ipotizza che andò a sostituire il precedente a vela, molto simile a quello della chiesa di Santa Maria in Castello. A riprova di questa ipotesi si fa riferimento al vecchio passaggio dal convento alla cantoria dove nella volta sono ancora visibili le tracce allineate dove un tempo scorrevano le corde delle campane. I lavori di costruzione del campanile proseguirono negli anni successivi ed i piani divisori furono ultimati solo nel 1641.
Nel vecchio campanile a vela dovevano esserci tre campane non più in buone condizioni o adatte al nuovo campanile. Nel 1629 si provvide quindi alla fusione di una campana grande, mentre la campana media venne fusa nel 1615 e poi successivamente nel 1921. Nel 1926 venne fatta fondere la campana piccola in occasione del centenario della morte di S. Francesco.

### Reliquie
Sin dal 1437 nella chiesa sono custodite le relique dei 4 Santi traslati da Palestina per merito del Cardinale Vitelleschi. Le urne contenenti i resti dei Santi furono ritrovate nel 1961 in occasione della ricostruzione del nuovo altare, vennero quindi ricomposte sotto l'altare maggiore, da sinistra nel seguente ordine: urna senza nome, urna di S. Abbondio, urna di S. Gordiano e urna di S. Agapito.